# Xã Thomson, Quận Scotland, Missouri
Xã Thomson (tiếng Anh: Thomson Township) là một xã thuộc quận Scotland, tiểu bang Missouri, Hoa Kỳ. Năm 2010, dân số của xã này là 345 người.